# Clevedon (Somerset)
Clevedon ist eine Stadt mit gut 20.000 Einwohnern im County Somerset in der Region South West in England, Vereinigtes Königreich. Die anglikanische Pfarrkirche St Andrew’s wurde im 12. Jahrhundert errichtet.
Von 1898 bis 1900 wurden hier von Stephens Autos gefertigt.
In den Salthouse Fields fährt eine Miniaturbahn.

## Städtepartnerschaften
- Ettlingen (Deutschland)
- Épernay (Frankreich)
- Middelkerke (Belgien)

## Persönlichkeiten
- Edward Tyson (1650–1708), Anatom
- Hartley Coleridge (1796–1849), Schriftsteller
- John Marrack (1886–1976), Immunologe
- George Eric Rowe Gedye (1890–1970), Journalist
- Richard Applin (1894–1917), Jagdflieger
- Frederick Rudolph Lambart, 10. Earl of Cavan (1894–1917), Feldmarschall
- Gareth Morris (1920–2007), Flötist
- Jan Morris (1926–2020), Autorin, Historikerin und Schriftstellerin
- Bob Anderson (* 1947), Dartspieler
- Mark Buckingham (* 1966), Comiczeichner
- Justin Pipe (* 1971), Dartspieler
- Steve Clarke (* 1990), Biathlet
- Jack Butland (* 1993), Fußballtorhüter